# تپه بابا گرد علی ۱
تپه بابا گرد علی ۱ مربوط به عصر مفرغ - سده‌های ۴ تا ۶ ه‍.ق - دوران‌های تاریخی پس از اسلام است و در شهرستان کوهدشت، بخش طرهان، ۲/۵ کیلومتری جنوب غرب شهر گراب واقع شده و این اثر در تاریخ ۲۸ اسفند ۱۳۸۵ با شمارهٔ ثبت ۱۸۴۱۹ به‌عنوان یکی از آثار ملی ایران به ثبت رسیده است.